# Sternfeld (cràter)
Sternfeld és un cràter d'impacte situat a la cara oculta de la Lluna. Es troba al sud-sud-oest del cràter Paschen, i a l'est-sud-est de Lodygin, un cràter una mica més petit.

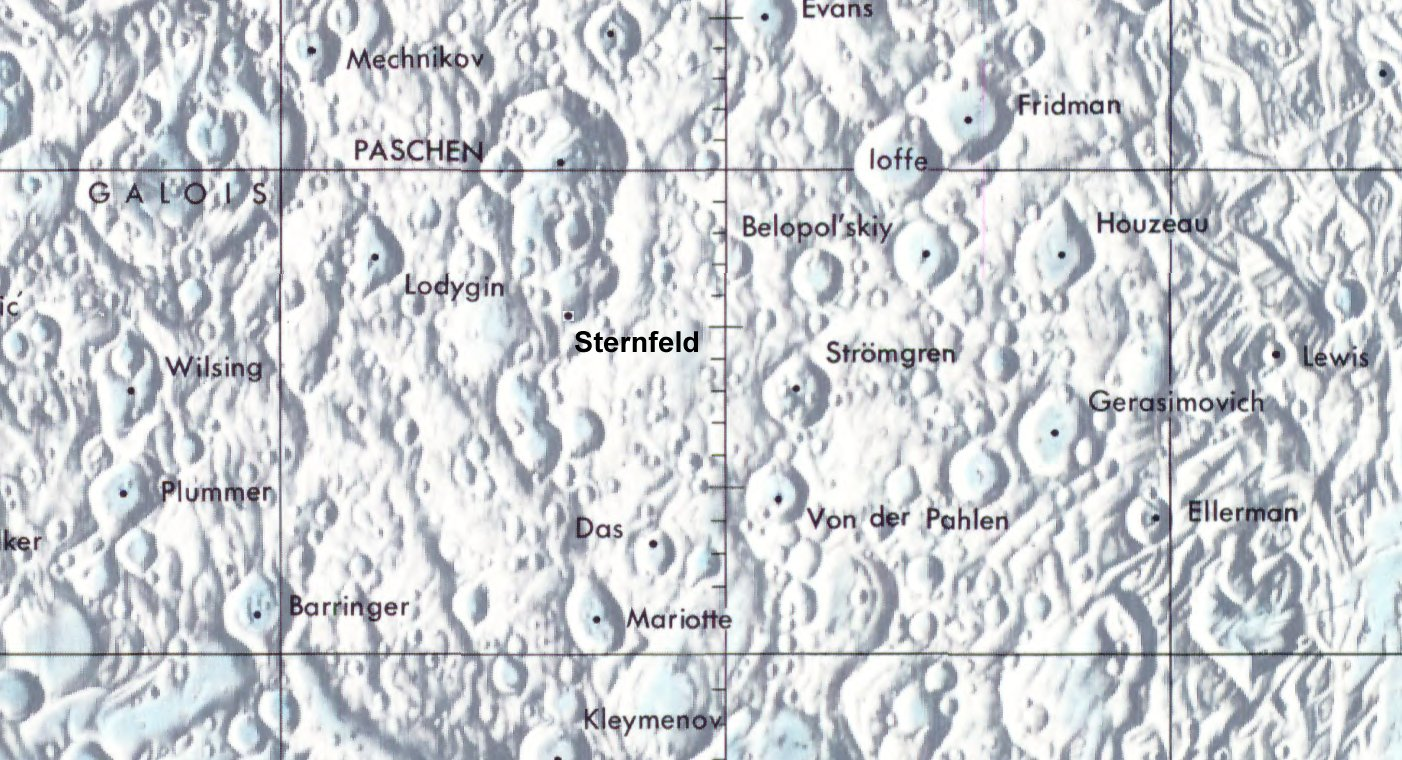
Localització de Sternfeld (centre de la imatge)
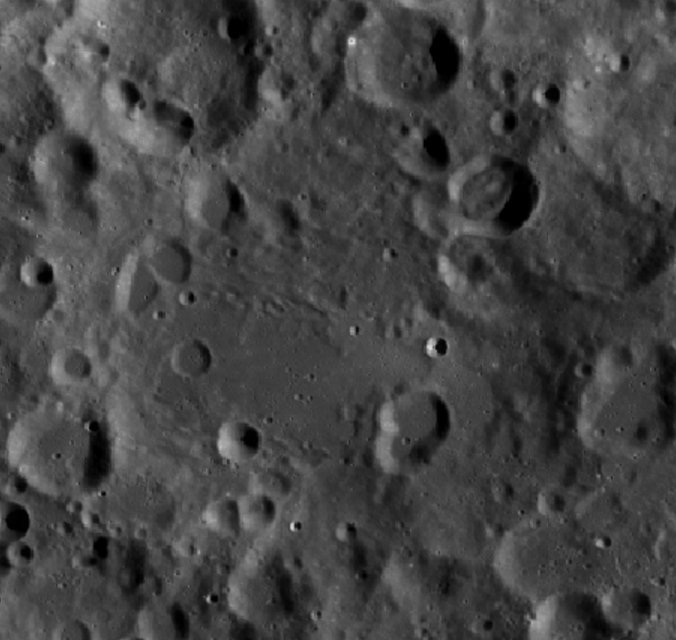
Fotografia de la missió LRO

És una formació fortament erosionada, amb una vora exterior que ha estat considerablement desgastada per impactes posteriors. Com a resultat, la vora és irregular i està mal definida. El cràter satèl·lit Lodygin F envaeix lleugerament l'exterior de la vora al costat nord-oest. La part nord de la vora i del sòl interior estan marcats per una sèrie d'impactes més petits. Un petit cràter jeu a la part sud del sòl interior.
Porta el nom d'Ary Sternfeld, científic soviètic teòric dels vols espacials. El nom va ser adoptat per la Unió Astronòmica Internacional el 1991